# Anna Andrejevová
Anna Andrejevová (rusky Анна Семёновна Андреева) (* 23. června 1915 Penza – 1997) byla sovětská atletka, mistryně Evropy ve vrhu koulí z roku 1950.

## Sportovní kariéra
Její nejúspěšnější sezónou byl rok 1950 – stala se mistryní Evropy ve vrhu koulí, zároveň vytvořila nový světový rekord v této disciplíně 15,02 metru. Stala se tak první atletkou na světě, která překonala ve vrhu koulí hranici 15 metrů.